# Real Unión
Real Unión Club – hiszpański klub piłkarski z siedzibą w mieście Irun, założony 15 maja 1915. Trzykrotny triumfator Copa del Rey w pierwszej połowie XX wieku. Klub był jednym z założycieli Primiera División. W sezonie 2006/2007 zajął 4., niepremiowane awansem, miejsce w grupie II Segunda División B (3. poziom ligowy).
Powstał z połączenia Irún Sporting Club i Racing Club de Irún. Stał się jednym z klubów-założycieli Primera División.
W sezonie 2008/2009 wyeliminowali z rozgrywek Copa del Rey mistrza Hiszpanii Real Madryt.

## Sukcesy
- mistrzostwo Segunda División B: 2003
- zwycięstwo w Copa del Rey: 1918, 1924, 1927
- 4 sezony w Primera División